# Alí Chumacero
Alí Chumacero (né le 9 juillet 1918 à Acaponeta (en), Nayarit, Mexique, décédé le 22 ou 23 octobre 2010 à Mexico, d'une pneumonie) est un poète, essayiste et éditeur mexicain. Il a été membre, de 1964 à sa mort, de l'Académie mexicaine de la langue.

## Carrière
Ali Chumacero appartenait au groupe d'écrivains qui fonda la revue Tierra Nueva. Il en dirigea la publication entre 1940 et 1942. Il fut également rédacteur de la revue El Hijo Pródigo et de México en la cultura, supplément du journal Novedades (en), et directeur de Letras de México.
Il fut boursier du Colegio de México en 1952 et du Centro Mexicano de Escritores entre 1952 et 1953. Il devint membre numéraire de l'Académie mexicaine de la langue en 1964.
En tant qu'auteur, éditeur, rédacteur et correcteur, Alí Chumacero est une figure clé de l'histoire du Fondo de Cultura Económica, maison d'édition pour laquelle il travailla cinquante ans. Il y est connu pour avoir corrigé une centaine d'œuvres, parmi lesquelles le Pedro Páramo de Juan Rulfo. Il a nié à plusieurs reprises avoir amélioré drastiquement la qualité de l'œuvre par sa correction mais la rumeur sur la véracité de cette information persiste.
Pour sa carrière de poète, il a reçu de nombreux prix, parmi lesquels le prix Xavier-Villaurrutia (1984), le prix international Alfonso-Reyes (1986), le Prix National des Sciences et des Arts en Linguistique et Littérature (1987), le prix étatal de littérature Amado Nervo (1993), la Médaille Belisario Domínguez du Sénat de la République (1996) et le prix de poésie Gatien-Lapointe - Jaime-Sabines (2003).